# Hyposmocoma trivitella
Hyposmocoma trivitella là một loài bướm đêm thuộc họ Cosmopterigidae. Nó là loài đặc hữu của Kauai. Loài địa phương ở Haleakala.
Adults have strong white, brown và magenta longitudinal bands on the forewing.
Ấu trùng ăn Elaphoglossum reticulatum và Elapkoglossum gorgoneum. The larvae mine the leaves of their host plant, resulting in a blotch mine.